# Миокус
Миокус је насеље у Србији у општини Шабац у Мачванском округу. Према попису из 2022. било је 308 становника.

## Галерија
- Табла
- Спомен-чесма
- Спомен-чесма
- Центар села

## Демографија
У насељу Миокус живи 322 пунолетна становника, а просечна старост становништва износи 41,2 година (39,7 код мушкараца и 42,7 код жена). У насељу има 118 домаћинстава, а просечан број чланова по домаћинству је 3,44.
Ово насеље је великим делом насељено Србима (према попису из 2002. године).
|  |

| Демографија | Демографија | Демографија |
| Година      | Становника  | Становника  |
| ----------- | ----------- | ----------- |
| 1948.       | 502         |             |
| 1953.       | 511         |             |
| 1961.       | 476         |             |
| 1971.       | 396         |             |
| 1981.       | 372         |             |
| 1991.       | 340         | 334         |
| 2002.       | 406         | 422         |

| Етнички састав према попису из 2002.‍ | Етнички састав према попису из 2002.‍ | Етнички састав према попису из 2002.‍ | Етнички састав према попису из 2002.‍ | Етнички састав према попису из 2002.‍ |
| ------------------------------------ | ------------------------------------ | ------------------------------------ | ------------------------------------ | ------------------------------------ |
|                                      |                                      |                                      |                                      |                                      |
| Срби                                 | Срби                                 |                                      | 404                                  | 99,50%                               |
| непознато                            | непознато                            |                                      | 2                                    | 0,49%                                |

| Година пописа     | 1948. | 1953. | 1961. | 1971. | 1981. | 1991. | 2002. |
| ----------------- | ----- | ----- | ----- | ----- | ----- | ----- | ----- |
| Број домаћинстава | 102   | 110   | 112   | 98    | 105   | 94    | 118   |

| Број чланова      | 1  | 2  | 3  | 4  | 5  | 6  | 7 | 8 | 9 | 10 и више | Просек |
| ----------------- | -- | -- | -- | -- | -- | -- | - | - | - | --------- | ------ |
| Број домаћинстава | 28 | 19 | 17 | 14 | 18 | 13 | 7 | 2 | 0 | 0         | 3,44   |

| Пол    | Укупно | Неожењен/Неудата | Ожењен/Удата | Удовац/Удовица | Разведен/Разведена | Непознато |
| ------ | ------ | ---------------- | ------------ | -------------- | ------------------ | --------- |
| Мушки  | 162    | 41               | 107          | 12             | 2                  | 0         |
| Женски | 176    | 26               | 105          | 39             | 6                  | 0         |
| УКУПНО | 338    | 67               | 212          | 51             | 8                  | 0         |

| Пол    | Укупно                    | Пољопривреда, лов и шумарство | Рибарство                            | Вађење руде и камена | Прерађивачка индустрија       |
| ------ | ------------------------- | ----------------------------- | ------------------------------------ | -------------------- | ----------------------------- |
| Мушки  | 82                        | 55                            | 0                                    | 0                    | 9                             |
| Женски | 38                        | 28                            | 0                                    | 0                    | 1                             |
| УКУПНО | 120                       | 83                            | 0                                    | 0                    | 10                            |
| Пол    | Производња и снабдевање   | Грађевинарство                | Трговина                             | Хотели и ресторани   | Саобраћај, складиштење и везе |
| Мушки  | 0                         | 3                             | 1                                    | 0                    | 4                             |
| Женски | 0                         | 1                             | 5                                    | 0                    | 1                             |
| УКУПНО | 0                         | 4                             | 6                                    | 0                    | 5                             |
| Пол    | Финансијско посредовање   | Некретнине                    | Државна управа и одбрана             | Образовање           | Здравствени и социјални рад   |
| Мушки  | 0                         | 1                             | 2                                    | 2                    | 0                             |
| Женски | 0                         | 0                             | 0                                    | 1                    | 1                             |
| УКУПНО | 0                         | 1                             | 2                                    | 3                    | 1                             |
| Пол    | Остале услужне активности | Приватна домаћинства          | Екстериторијалне организације и тела | Непознато            | Непознато                     |
| Мушки  | 1                         | 0                             | 0                                    | 4                    | 4                             |
| Женски | 0                         | 0                             | 0                                    | 0                    | 0                             |
| УКУПНО | 1                         | 0                             | 0                                    | 4                    | 4                             |